# Våldtäkt under Bosnienkriget
Våldtäkt under Bosnienkriget var ett systematiskt sexuellt våld riktat mot kvinnor. Även om män från alla etniska grupper begick våldtäkt, begicks majoriteten av våldtäkterna av de serber i Bosnien och Hercegovina som ingick i Republika Srpskas Armé (VRS) och paramilitära serbiska grupper, som använde våldtäkter som terror-taktik under sin etniska rensning.
Det har uppskattats att antalet kvinnor som utsattes för våldtäkt under kriget var mellan 10 000 och 50 000. Exakta siffror är svåra att få fram och det förmodas att antalet icke rapporterade fall är betydligt högre än de rapporterade.
Internationella krigsförbrytartribunalen för det forna Jugoslavien (ICTY) förklarade att "systematisk våldtäkt" och "sexuellt slaveri" under krigstid var ett brott mot mänskligheten endast underställt krigsbrottet folkmord. Även om ICTY inte behandlade massvåldtäkterna som ett folkmord, har slutsatsen dragits att den organiserade och systematiska naturen av våldtäkterna på bosniakiska kvinnor var en del av en större kampanj för folkmord, och att VRS utövade en policy om folkmord genom våldtäkt på denna etniska grupp.
Rättegången mot VRS-medlemmen Dragoljub Kunarac var första gången i både nationell och internationell rätt som någon dömdes för att ha använt våldtäkt som ett vapen i krig. Den omfattande användningen av våldtäkt av serbiska paramilitära och militära grupper mot bosniakiska kvinnor och barn ådrog sig internationella fördömanden mot de serbiska styrkorna. Efter kriget har åtskilliga prisvinnande dokumentärer, filmer och pjäser gjorts som beskriver våldtäkterna och dess efterspel.